# Blandas
Blandas é uma comuna francesa na região administrativa de Occitânia, no departamento de Gard. Estende-se por uma área de 37,46 km². Em 2010 a comuna tinha 132 habitantes (densidade: 3,5 hab./km²).